# Rositz (Schiff)
Das Tankschiff Rositz war ein Handelsschiff der DDR-Staatsreederei VEB Deutsche Seereederei Rostock (DSR). Es wurde im Ausland angekauft und mit konvertierbaren Devisen aus der durch das Radebeuler Unternehmen VEB Steckenpferd initiierten Steckenpferd-Bewegung bezahlt. Benannt wurde es 1960 nach der im thüringischen Landkreis Altenburger Land gelegenen Gemeinde Rositz.

## Geschichte des Schiffes

### Bau als Trinkwassertanker (1940)
Der Kriegsauftrag Nummer I/39 vom 27. November 1940 beinhaltete den Bau eines Trinkwassertankers für die deutsche Kriegsmarine mit dem Namen Ems in der Werft „N.V. Scheepswerf De Groot & Van Vliet“ im niederländischen Slikkerveer. Vergeben wurde die Baunummer 246. Das Schiff wurde nach dem Stapellauf am 15. September 1944 als „nichtfertiges Objekt“ in den Unterlagen der Kriegsmarine registriert und ab Ende November 1944 von Rotterdam in Richtung Wilhelmshaven zur dortigen Kriegsmarinewerft überführt. Mit dem Ende des Zweiten Weltkriegs lag das Schiff unvollendet in Lübeck.

### Verlängerungen in Cuxhaven (1952/53)
Die in Cuxhaven ansässige Beckmannwerft kaufte das Schiff am 20. Oktober 1952, verholte es und ließ den Schiffsrumpf in der eigenen Werft verlängern. Am 26. Oktober 1952 fand so der zweite Stapellauf des Schiffes statt. Die „Tankreederei Ebeling“ in Hamburg übernahm das Schiff mit dem neuen Namen Harriet E. als Küstentankmotorschiff. Aus wirtschaftlichen Gründen verlängerte man es im Sommer 1953 in der Cuxhavener Werft Mützelfeldtwerft noch einmal um mehrere Meter. Im Frühsommer 1954 ging die „Tankreederei Ebeling Hamburg“ in Konkurs und das Schiff fiel aufgrund der Verbindlichkeiten an die „Bank für Gemeinwirtschaft AG Hamburg“. Nach erneuter Umbenennung trug der Tanker jetzt den Namen Pamela. Neuer Eigentümer ab Oktober 1956 wurde die „KR Olea Tankschiff GmbH“, Hamburg. Bereits Anfang 1957 gab es einen weiteren neuen Eigentümer, die „Luise Schiffahrts GmbH Hamburg“.

### Kollision auf der Elbe (1957)
Für dieses Unternehmen unterwegs, beladen mit Benzin und Dieselöl, kollidierte das Schiff am 12. Oktober 1957 in der Elbmündung mit dem unter finnischer Flagge fahrenden Frachter Clio (1.487 BRT / Baujahr 1944) und geriet in Brand. Bei diesem Schiffsunfall kamen vier Menschen ums Leben, fünfzehn wurden gerettet. Das ausgebrannte Schiff wurde nach Cuxhaven geschleppt, auf der Beckmannwerft wieder aufgebaut und noch einmal, auf inzwischen über 62 Meter verlängert und wieder in Fahrt gebracht.

### Verkauf in die DDR (1960)
Im Rahmen der inzwischen angelaufenen Steckenpferd-Bewegung und den zur Verfügung stehenden Valutamitteln gelang es der Deutschen Seereederei, das Tankschiff anzukaufen und es ab dem 28. März 1960 unter dem Namen Rositz in Fahrt zu bringen. Eingesetzt wurde es in der Nord- und Ostsee. Nach knapp sechsjährigem Einsatz für die Deutsche Seereederei übergab man das Schiff mit dem 1. Januar 1967 an die Abteilung Bunkerflotte des volkseigenen Kombinats VEB Minol. Gleichzeitig wurde es in Minolo umbenannt.

### Verkauf nach Griechenland (1970) und Ägypten (1979)
Die wechselvolle Geschichte des Schiffes setzte sich fort im Verkauf von 1970 an den griechischen Reeder Antonios Alexatos in Piräus mit seinen Unternehmen „Alexatos Shipping Ltd.“. Im Jahre 1975 wurde der Tanker erwähnt als Mark I für „Eviaki Shipping S.A.“ mit dem Heimathafen Piräus. Nach dem Weiterverkauf 1979 an den ägyptischen Reeder Tamin Sadek wurde das Fahrzeug erneut umbenannt in Maged mit Heimathafen Sues. 1983, bereits unter dem Namen Tamin I für die Firma „Matsadis Marine Service“ in Sues unterwegs, geriet es im Roten Meer in Brand. Es befanden sich fast eintausend Tonnen Bitumen als Ladung an Bord. Die Besatzung verließ am 3. Oktober 1983 das Schiff, das anschließend als verschollen galt. Das ausgebrannte Wrack wurde jedoch wiederentdeckt und im Mai 1984 nach Sues geschleppt, wo es doch noch versank.

## Weitere Schiffe der Steckenpferd-Bewegung
- Frachtschiff Kap Arkona (Übergabedatum an die DSR: 12. November 1958)
- Frachtschiff Stubbenkammer (17. Dezember 1958)
- Frachtschiff Steckenpferd (5. Januar 1959)
- Frachtschiff Stoltera (26. Februar 1959)
- Tankschiff Schwarzheide (30. April 1960)
- Tankschiff Lützkendorf (17. Juni 1960)